# Mbinga (TC)
Mbinga (TC) ist ein Distrikt der Region Ruvuma in Tansania. Begrenzt wird er  im Osten vom Distrikt Songea, im Süden vom Distrikt Nyasa und im Westen und im Norden vom Land-Distrikt Mbinga. Die Stadt Mbinga ist auch der Verwaltungssitz des Land-Distriktes Mbinga.

## Geographie
Der Distrikt hat eine Fläche von 1266 Quadratkilometer und 158.896 Einwohner (Volkszählung 2022). Die Stadt Mbinga liegt auf einer hügeligen Hochfläche rund 1300 Meter über dem Meer, die höchsten Erhebungen im Distrikt erreichen 1600 Meter. Der größte Fluss ist der Rovuma, der die Grenze im Osten bildet. 
Das Klima in Mbinga ist warm und gemäßigt, Cwa nach der effektiven Klimaklassifikation. In den Monaten Dezember bis März regnet es jeweils 300 bis 400 Millimeter, die Zeit von Juni bis Oktober ist trocken mit Niederschlägen von jeweils 10 bis 30 Millimeter. Die Durchschnittstemperatur liegt zwischen 16,5 Grad Celsius im Juli und 22,8 Grad im November.

## Geschichte
Der Distrikt wurde im Jahr 2015 vom Land-Distrikt Mbinga abgetrennt und zum eigenen Distrikt erhoben.

## Verwaltungsgliederung
Mbinga (TC) ist in 19 Bezirke (Wards) gegliedert: 
- Bethrehemu
- Kagugu
- Kihungu
- Kikolo
- Kilimani
- Kitanda
- Luhuwiko
- Lusonga
- Luwaita
- Masumuni
- Matarawe
- Mateka
- Mbambi
- Mbangamao
- Mbinga Mjini
- Mbinga Mjini B
- Mpepai
- Myangayanga
- Utiri

## Einrichtungen und Dienstleistungen
- Bildung: Im Distrikt befinden sich 79 Grundschulen und 20 weiterführende Schulen.[5]
- Wasser: Die Wasserversorgung von Mbinga stammt aus dem Jahr 1974. Bei einem Bedarf von 5200 Kubikmeter können 4500 zur Verfügung gestellt werden (Stand 2019).[6]

## Wirtschaft und Infrastruktur
- Landwirtschaft: Für die Selbstversorgung werden Mais, Bohnen, Weizen, Sesam, Sonnenblumen, Maniok, Zuckerrohr, Kartoffeln, Früchte und Sojabohnen angebaut, für den Verkauf bestimmt sind Kaffee, Tabak, Cashewnüsse, Ingwer und Blumen.[7]
- Straße: Die wichtigste Verkehrsverbindung ist die asphaltierte Nationalstraße T12, die im Osten nach Songea und nach Westen zum Malawisee führt.[8]

## Politik
Zum Vorsitzenden des Stadtrates wurde Kelvin Kaspal Mapunda gewählt.